# Nisís Ámbelos
Nisís Ámbelos är en ö i Grekland.   Den ligger i regionen Sydegeiska öarna, i den sydöstra delen av landet, 130 km sydost om huvudstaden Aten.